# 68式自動步槍
68式自動步槍是朝鮮民主主義人民共和國仿製的AKM。

## 設計
68式自動步槍仿自蘇聯製的AKM（AK的下一代产品）。與原版AKM相比，此槍擁有更輕的槍身。但由于朝鲜自身工业水平有限，该枪质量整体较为粗糙，仿制水平不及其他东欧国家生产的AKM。
为简化加工，68式与AKM最大的差異即發射機構內沒有減速裝置（射速比AKM稍高，理論射速為640發／分鐘），因而整体重量较原版AKM更轻，但因射速较快而稳定性不及原版。该枪早期版本的机匣盖上方无加强筋，其余与早期型AKM一样使用和AK相同的平直枪口；后与后期型AKM一样在机匣盖上增加了加强筋，枪口处使用傾斜舌狀槍口制退器。但大部分产品的握把仍然为木质，仅极少数为塑料握把。
68-1式為68式採用下折式折疊金屬槍托的改進型，其特點是槍托兩臂上開有一系列減重孔，雖然減輕了重量，但也影響了槍托的強度。

## 在實戰中投入使用
在冷戰期間，68式被大量出口到多個國家的正規部隊和叛亂勢力（如联合索马里大会）。這些步槍及其他由東方集團生產的AK步槍被廣泛地用於發生在東南亞、中東和非洲等地的武裝衝突。从越南戰爭期間至1990年代，北韓向北越軍队和越南南方民族解放陣線及越南统一后的越南人民军提供68式自動步槍作軍援，南越軍和美軍也使用繳獲品，由于该枪重量较蘇聯及其他國家製造的AK更轻，在交戰雙方中評價颇高。在中越戰爭和柬越战争期間，參戰的越南人民軍亦大量使用68式。在兩伊戰爭時，金日成政權同時向伊朗及伊拉克出售武器，68式因此連同其他AK衍生型被交戰雙方使用。

## 採用
朝鮮人民軍於1968年起採用68式，取代了大量58式自動步槍，目前68式仍為朝鮮人民軍的主要制式步槍之一，但大多數已經被替換給預備役和民兵部隊。
北韓政府有把68式用作出口，其出口量更是驚人，包括越南、中東、中美、南美等地很多國家都曾大量配備這種“北韓AK步槍”。

## 使用者

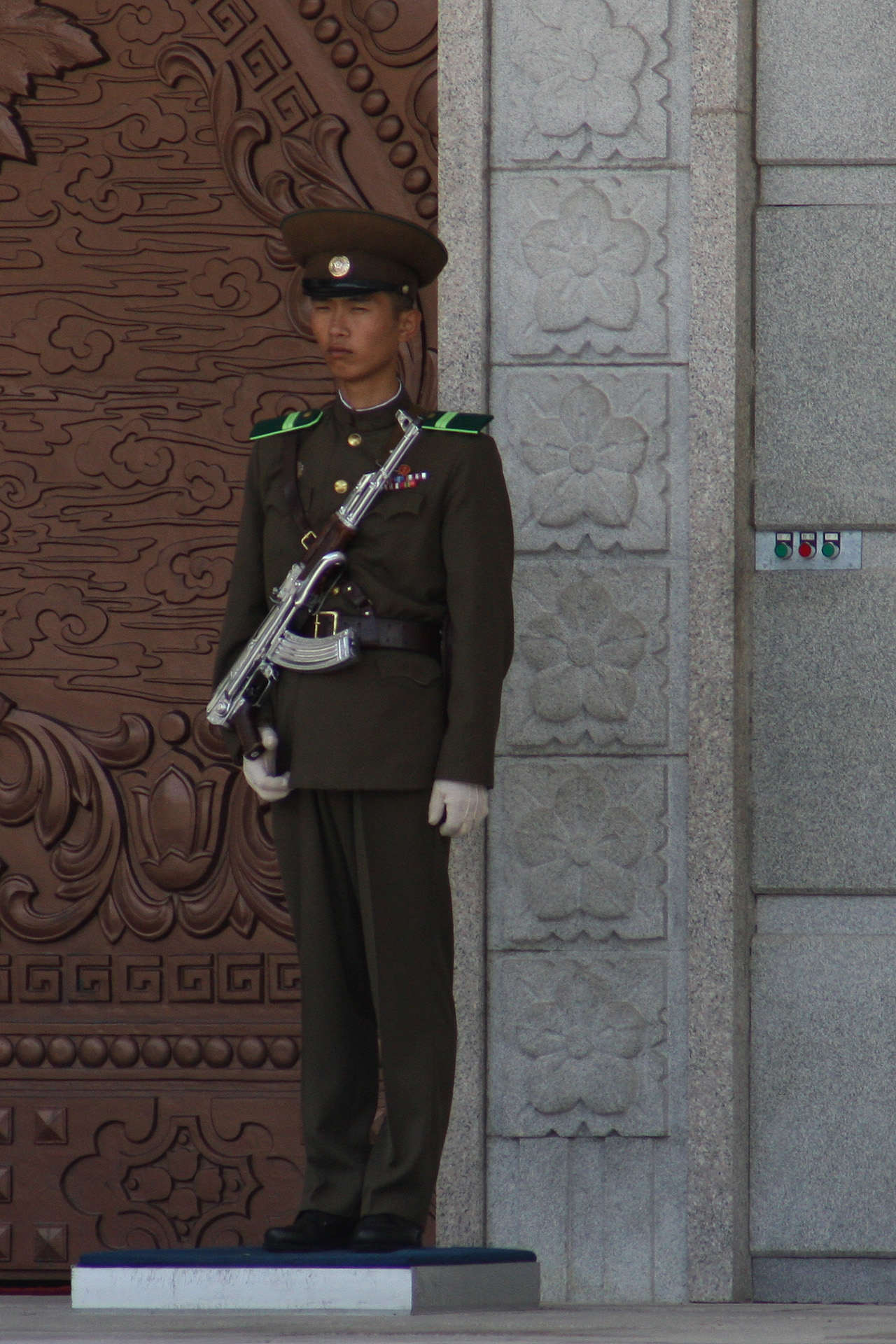
一名配備鍍銀版本68-1式的朝鮮社會安全軍士兵

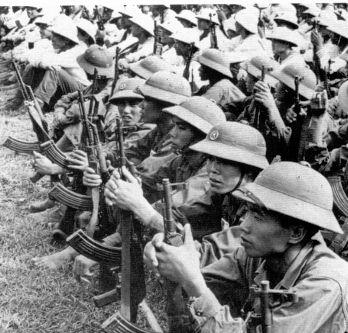
配備68式的越南人民军士兵（最右边的士兵为中国56式）

- 古巴
- 薩爾瓦多
- 伊朗
- 伊拉克
- 馬爾他
- 尼加拉瓜
- 秘魯
- 卢旺达
- 叙利亚
- 多哥
- 越南

### 非國家團體
- 佤邦联合军 - 越南为缅共提供的库存

## 外部連結
- 槍炮世界－朝鮮AK（页面存档备份，存于）